# Mistrzostwa Świata w Kolarstwie Torowym 2015
112. Mistrzostwa Świata w Kolarstwie Torowym 2015 − zawody sportowe, które odbyły się w dniach 19 – 22 lutego 2015, w hali sportowej Vélodrome de Saint-Quentin-en-Yvelines, na przedmieściach stolicy Francji, Paryża.

## Medaliści

### Kobiety
| Konkurencja         | Data      | Złoto                                                                        | Srebro                                                                         | Brąz                                                                       |
| ------------------- | --------- | ---------------------------------------------------------------------------- | ------------------------------------------------------------------------------ | -------------------------------------------------------------------------- |
| wyścig punktowy     | 18 lutego | Stephanie Pohl                                                               | Minami Uwano                                                                   | Kimberly Geist                                                             |
| sprint drużynowy    | 18 lutego | Chiny Gong Jinjie · Zhong Tianshi                                            | Rosja Anastasija Wojnowa · Darja Szmielowa                                     | Australia Kaarle McCulloch · Anna Meares                                   |
| 500 m na czas       | 19 lutego | Anastasija Wojnowa                                                           | Anna Meares                                                                    | Miriam Welte                                                               |
| wyścig drużynowy    | 19 lutego | Australia Annette Edmondson · Amy Cure · Ashlee Ankudinoff · Melissa Hoskins | Wielka Brytania Laura Trott · Katie Archibald · Elinor Barker · Joanna Rowsell | Kanada Kirsti Lay · Jasmin Glaesser · Allison Beveridge · Stephanie Roorda |
| wyścig indywidualny | 20 lutego | Rebecca Wiasak                                                               | Jennifer Valente                                                               | Amy Cure                                                                   |
| scratch             | 21 lutego | Kirsten Wild                                                                 | Amy Cure                                                                       | Allison Beveridge                                                          |
| sprint indywidualny | 21 lutego | Kristina Vogel                                                               | Elis Ligtlee                                                                   | Zhong Tianshi                                                              |
| omnium              | 22 lutego | Annette Edmondson                                                            | Laura Trott                                                                    | Kirsten Wild                                                               |
| keirin              | 22 lutego | Anna Meares                                                                  | Shanne Braspennincx                                                            | Lisandra Guerra                                                            |

### Mężczyźni
| Konkurencja         | Data      | Złoto                                                                 | Srebro                                                                      | Brąz                                                                             |
| ------------------- | --------- | --------------------------------------------------------------------- | --------------------------------------------------------------------------- | -------------------------------------------------------------------------------- |
| sprint drużynowy    | 18 lutego | Francja Grégory Baugé · Kévin Sireau · Michaël D’Almeida              | Nowa Zelandia Ethan Mitchell · Sam Webster · Edward Dawkins                 | Niemcy René Enders · Robert Förstemann · Joachim Eilers                          |
| scratch             | 19 lutego | Lucas Liß                                                             | Albert Torres                                                               | Bobby Lea                                                                        |
| keirin              | 19 lutego | François Pervis                                                       | Edward Dawkins                                                              | Azizulhasni Awang                                                                |
| wyścig drużynowy    | 19 lutego | Nowa Zelandia Alex Frame · Pieter Bulling · Dylan Kennett · Marc Ryan | Wielka Brytania Edward Clancy · Steven Burke · Owain Doull · Andrew Tennant | Australia Jack Bobridge · Alexander Edmondson · Mitchell Mulhern · Miles Scotson |
| 1 km                | 20 lutego | François Pervis                                                       | Joachim Eilers                                                              | Matt Archibald                                                                   |
| wyścig punktowy     | 20 lutego | Artur Jerszow                                                         | Eloy Teruel                                                                 | Maximilian Beyer                                                                 |
| omnium              | 21 lutego | Fernando Gaviria                                                      | Glenn O’Shea                                                                | Elia Viviani                                                                     |
| wyścig indywidualny | 21 lutego | Stefan Küng                                                           | Jack Bobridge                                                               | Julien Morice                                                                    |
| sprint indywidualny | 22 lutego | Grégory Baugé                                                         | Dienis Dmitrijew                                                            | Quentin Lafargue                                                                 |
| madison             | 22 lutego | Francja Bryan Coquard · Morgan Kneisky                                | Włochy Liam Bertazzo · Elia Viviani                                         | Belgia Jasper De Buyst · Otto Vergaerde                                          |

## Tabela medalowa
| Miejsce | Reprezentacja     |   |   |   | Razem |
| ------- | ----------------- | - | - | - | ----- |
| 1.      | Francja           | 5 | 0 | 2 | 7     |
| 2.      | Australia         | 4 | 4 | 3 | 11    |
| 3.      | Niemcy            | 3 | 1 | 3 | 7     |
| 4.      | Rosja             | 2 | 2 | 0 | 4     |
| 6.      | Holandia          | 1 | 2 | 1 | 4     |
| 6.      | Nowa Zelandia     | 1 | 2 | 1 | 4     |
| 7.      | Chiny             | 1 | 0 | 1 | 2     |
| 8.      | Kolumbia          | 1 | 0 | 0 | 1     |
| 8.      | Szwajcaria        | 1 | 0 | 0 | 1     |
| 10.     | Wielka Brytania   | 0 | 3 | 0 | 3     |
| 11.     | Hiszpania         | 0 | 2 | 0 | 2     |
| 12.     | Stany Zjednoczone | 0 | 1 | 2 | 3     |
| 13.     | Włochy            | 0 | 1 | 1 | 2     |
| 14.     | Japonia           | 0 | 1 | 0 | 1     |
| 15.     | Kanada            | 0 | 0 | 2 | 2     |
| 16.     | Belgia            | 0 | 0 | 1 | 1     |
| 16.     | Kuba              | 0 | 0 | 1 | 1     |
| 16.     | Malezja           | 0 | 0 | 1 | 1     |